# Brevistoma
Brevistoma är ett släkte av insekter. Brevistoma ingår i familjen Nemopteridae.
Kladogram enligt Catalogue of Life:
| Brevistoma | \| \| Brevistoma bardii \| \| \| \| \| \| Brevistoma gallagheri \| \| \| \| \| \| Brevistoma hackeri \| \| \| \| |
|            | \| \| Brevistoma bardii \| \| \| \| \| \| Brevistoma gallagheri \| \| \| \| \| \| Brevistoma hackeri \| \| \| \| |
|            | Brevistoma bardii                                                                                                |
|            | |
|            | Brevistoma gallagheri                                                                                            |
|            | |
|            | Brevistoma hackeri                                                                                               |
|            | |